# 清华园隧道
清华园隧道，位于北京市海淀区，是京张城际铁路的隧道，2019年12月30日正式通车。

## 简介
1909年，詹天佑主持设计修建了京张铁路。随着北京城市发展，到2016年，京张铁路仅剩“五道口”、“四道口”、“双清路道口”这三个铁路平交道口，影响城市地面交通。
2016年，全长174公里的京张城际铁路开工建设。为避免影响城市地面交通以及减少噪声，北京五环路内从西直门到清华东路之间的老京张铁路轨道被拆除，该段的京张城际铁路采用深挖隧道的方式从地下穿行。其中清华园站的铁轨拆除后，腾出场地建盾构井修建清华园隧道。
2016年11月1日，清华园隧道开工，施工单位为中铁十四局集团。清华园隧道是单洞双线盾构隧道，采用两台直径12.2米的泥水平衡盾构机施工，是截至2016年北京市最大直径的盾构隧道。施工方计划11月20日隧道开始打桩，11月底全面展开隧道建设。清华园隧道于2018年11月20日洞通，2019年6月12日铺轨完毕。
清华园隧道全长5.33公里，沿老京张铁路线掘进。列车自西直门的北京北站引出后，渐入地下，避开北京北站至清河站段的地面交通。清华园隧道与北京地铁13号线大致平行，连续下穿北京北三环、知春路、北京地铁10号线、北四环、成府路、清华东路，在地下上跨北京地铁15号线之后，在万泉河以南转出地面，随后下穿北五环沿老京张铁路线向北。
2022年11月25日，清华园隧道获颁2020-2021年度“中国建设工程鲁班奖”。